# Paola Martínez
Paola Martínez Vela, född  5 juli 1998 är en volleybollspelare (högerspiker). Hon spelare i Spaniens landslag. 
Martínez spelade med spanska elitklubbar fram till 2022. Då gick över till den cypriotiska klubben Olimpiada Neapolis VB. Halvvägs genom säsongen lämnade hon dem för BSC Materials Sassuolo i italienska andraligan. Sedan 2023 spelar hon för Charleroi Volley i Belgien
Med landslaget har hon deltagit vid flera EM och European Volleyball League.